# Kanton Chaumont-2
Der Kanton Chaumont-2 ist seit 2015 ein französischer Wahlkreis im Arrondissement Chaumont, im Département Haute-Marne und in der Region Grand Est; sein Hauptort ist Chaumont.

## Geschichte
Der Kanton wurde am 22. März 2015 im Rahmen der Neugliederung der Kantone neu geschaffen. Seine Gemeinden gehörten bis 2015 zu den Kantonen Chaumont-Nord (2 der 8 Gemeinden), Chaumont-Sud (2 der 7 Gemeinden) und zentralen Vierteln der Stadt Chaumont.

## Gemeinden
Der Kanton besteht aus fünf Gemeinden und Teilgemeinden mit insgesamt 8235 Einwohnern (Stand: 1. Januar 2022) auf einer Gesamtfläche von 60,27 km²:
| Gemeinde              | Einwohner 1. Januar 2022 | Fläche km² | Dichte Einw./km² | Code INSEE | Postleitzahl |
| --------------------- | ------------------------ | ---------- | ---------------- | ---------- | ------------ |
| Buxières-lès-Villiers | 219                      | 4,97       | 44               | 52087      | 52000        |
| Chaumont              | 6.005                    | 7,35       | 817              | 52121      | 52000        |
| Chamarandes-Choignes  | 1.034                    | 18,80      | 55               | 52125      | 52000        |
| Laville-aux-Bois      | 238                      | 13,44      | 18               | 52276      | 52000        |
| Villiers-le-Sec       | 739                      | 15,71      | 47               | 52535      | 52000        |
| Kanton Chaumont-2     | 8.235                    | 60,27      | 137              | 5206       | –            |

1. ↑   Nur das Zentrum der Gemeinde, der Rest verteilt sich auf die Kantone Chaumont-1 und Chaumont-3.

## Politik
Im 1. Wahlgang am 22. März 2015 für den Départementrat erreichte keines der fünf Kandidatenpaare die absolute Mehrheit. Bei der Stichwahl am 29. März 2015 gewann das Gespann Céline Brasseur/Paul Fournié (beide UMP) gegen Catherine Pouget/Michel Sulter (beide PS) mit einem Stimmenanteil von 62,48 % (Wahlbeteiligung:44,68 %). Beide wurden 2021 im Amt bestätigt.
| Vertreter im Departementrat des Départements | Vertreter im Departementrat des Départements | Vertreter im Departementrat des Départements |
| Amtszeit                                     | Name                                         | Partei                                       |
| -------------------------------------------- | -------------------------------------------- | -------------------------------------------- |
| 2015–2021                                    | Céline Brasseur-Maizière Paul Fournié        | LR                                           |
| 2021–                                        | Céline Brasseur Paul Fournié                 | LR                                           |